# 大木哲
大木 哲（おおき さとる、1948年8月8日 - ）は、日本の政治家、歯科医師。神奈川県大和市長（4期）、神奈川県議会議員（3期）を務めた。

## 概要
東京都江東区亀戸出身。青山学院大学経済学部卒業。サラリーマン生活を経て、28歳のとき鶴見大学歯学部に学士入学し、卒業。勤務医を経て、歯科医院を開設。
日本新党の選挙ボランティアに参加したことをきっかけに政治と関わるようになり、1995年の第13回統一地方選挙において、新進党より神奈川県議会議員選挙に立候補し、初当選。2期目の選挙では、民主党より立候補し当選。2003年、3期目当選。 2007年、大和市長選挙に立候補し当選。第14代大和市長に就任。対立候補であった前市長が4期目をかけた選挙であったため、多選の弊害を争点とした。以後、4期連続当選。2023年2月9日、任期満了に伴う同年4月の大和市長選挙に「今期で卒業」と立候補しない意向を明らかにしていたが、翌月の3月30日に前言を撤回。「辞めないでほしいとの声が市民の皆さまから次々に寄せられ、応える責任があるという思いに至った」として、5選に向けて無所属で出馬する意向を表明した。しかし市民の間では後述のパワハラ問題が解決していないのに何故と困惑が広がっており、大和市内部からも不満の声があがっている。投開票の結果、新人で元大和市議会議員の古谷田力に8千票近い差をつけられ落選した。

## 大和市について
大木は、大和市のことを「狭い市域になんでもそろっている、コンビニエンスストアのような自治体」と例えている。これは、大和市に米軍の軍用飛行場があり、鉄道が3線走り、70か国の外国人が暮らしているという特徴からきている。対して、横浜市や大阪市といった大都市は「百貨店・デパート」、有名な観光地のある鎌倉市や熱海市を「専門店」と例えている。一方で、「なんでもそろっているがゆえにさまざまな課題が生じているのも大和市の特徴で、取り組むべき課題は多くある」との見解も示している。

## 市政
大和市では、大木が就任した2007年を除き、2012年まで毎年度1回「広報やまと」にその年に実施した政策を掲載していた。2013年以降は、市内に全戸配布されるタブロイド型の「やまとニュース」という広報紙に同様の内容を掲載している。掲載してある内容のうち、主要なものは次のとおり。

### 2022年
- おひとりさま支援条例を制定。
- 不登校特例校引地台中学校分教室を開室。
- 健康都市大学月イチ学園祭をスタート。
- 大和市公共のトイレ協力店制度を開始。
- こもりびと支援条例を制定。
- 7年連続で保育所等の待機児童数がゼロに[8]。

### 2021年
- 「終活支援条例」を制定。
- 6年連続で保育所等の待機児童数がゼロに。
- 「認知症1万人時代条例」を制定。
- 市内全域で路上喫煙が禁止に。
- 「こどもの城」がオープン。[9]。

### 2020年
- 大和市おもいやりマスク着用条例。
- 80歳以上向けの感染予防のための相談専用ダイヤルを設置。
- 大和市歩きスマホの防止に関する条例。
- 「こもりびと」への支援を実施。
- 5年連続で保育所等の待機児童数がゼロに。

。

### 2019年
- 新たな学びの場として「健康都市大学」を開講。
- 大和圃場跡地に「やまと防災パーク」をオープン。
- 4年連続で4月1日の保育所等の待機児童数ゼロを達成。
- 市立保育所、市立小学校の全教室、放課後児童クラブにさすまたを配備。

。

### 2018年
- 4月1日の名目待機児童数が3年連続ゼロに。
- 市民交流拠点ポラリスがオープン。
- 従来の葬儀生前契約支援事業を「おひとり様などの終活支援事業」にリニューアル。
- 「70歳代を高齢者と言わない都市やまと」を宣言。
- 大和市歩く健康づくり推進条例を制定。[12]。

### 2017年
- 市立病院の小児救急が24時間365日体制に。
- 子どもの外遊びに関する基本条例を制定。
- 災害時における通電火災防止のための協定を締結。
- 文化創造拠点シリウスが開館1周年の日に累計来館者数300万人を達成。
- “グラリ”3分一斉行動訓練を実施。
- 「はいかい高齢者個人賠償責任保険事業」を開始。
- 小型GPSと専用シューズを用いたはいかい高齢者等位置確認支援事業を開始。
- 認知症高齢者グループホーム家賃等助成制度を開始。[13]。

### 2016年
- 市立小学校5・6年生に全国で初めて保険付き「自転車運転免許証」を交付。
- 「ドローン」活用に向け災害時応援協定を締結。
- 文化創造拠点シリウスが誕生。
- 「認知症１万人時代に備えるまち やまと」を宣言。
- ワールドカップ準優勝のなでしこジャパン3選手を特別表彰。[14]。

### 2015年
- 全市立小・中学校で3学期制を導入。
- 中央林間地区街づくりビジョンを策定。
- こども～る高座渋谷をオープン。
- 高機能消防指令装置を更新し、指令台を増設。
- 多言語市民サポーターの登録を開始。
- 太陽光エネルギーの活用支援に新たな補助制度を導入。[15]。

### 2014年
- 「さがみロボット産業特区」に指定。
- 「60歳代を高齢者と言わない都市 やまと」を宣言。
- 「大和市歯及び口腔の健康づくり推進条例」を施行。
- 小児医療費の通院費助成を「中学校卒業まで」に拡大。
- 奈良県明日香村と「災害時相互応援協定」を締結。
- 中央林間西側地域と相模大塚地域で新コミュニティバス「やまとんGO」の本格運行を開始。

。

### 2013年
- 文化複合施設の建設計画の推進について市議会で補正予算が可決。
- 大和市立病院の経営が改善され、約5億3,700万円の黒字に。
- 高知市と「災害時等相互応援に関する協定」を締結。
- 市立小・中学校の特別支援学級の教材にタブレット型パソコンを導入[17]。

### 2012年
- 栃木県足利市と災害時相互応援協定を締結。
- 「大和市客引き行為、つきまとい行為等の防止に関する条例」を施行。
- 厚生労働省が大和市立病院を「地域がん診療連携拠点病院」に指定。
- ヤフー（株）と「災害に係る情報発信等に関する協定」を締結。
- 株式会社サークルKサンクス（現・株式会社ファミリーマート）、ミニストップ株式会社と市内24時間営業店舗にAEDを設置する協定を締結。
- 千葉県我孫子市と災害時相互応援協定を締結。
- 三重県松阪市と災害時相互応援協定を締結。
- 株式会社シニアライフクリエイト宅配クックワン・ツゥ・スリー大和店、生活協同組合パルシステム神奈川ゆめコープと「地域の見守りと安心できるまちづくりに関する協定」を締結。[18]。

### 2011年
- 大和市イベントキャラクター「ヤマトン」をお披露目。
- 24時間営業の市内コンビニ店舗にAEDを設置する協定を締結（10月までに計5社と締結）。
- 資源やごみの持ち去りを禁止するため条例を改正。
- 「大和市暴力団排除条例」を制定。
- 特別養護老人ホームが開所。[19]。

### 2010年
- 「健康都市やまとフェア2010」を初開催。
- 一般不妊治療の費用助成を開始。
- 「大和市ポイ捨て等の防止に関する条例」を施行。
- 藤沢市と災害時の相互応援協定、厚木基地と防災に関する覚書を締結。
- 高座渋谷駅前複合ビル「IKOZA」がオープン。[20]。

### 2009年
- 「健康都市　やまと」を宣言。
- 市制施行50周年を記念した各種事業61件を実施。
- 将来都市像を「健康創造都市　やまと」とする第8次大和市総合計画がスタート。
- 「路上喫煙重点禁止区域」での罰則適用を開始。
- 市立小学校など64の公共施設にAED（自動体外式除細動器）を設置。
- 学校給食の食器を改善市内小・中学校全28校中9校で、給食のアルマイト製食器を、PEN樹脂製食器に変更。
- 光明市との友好都市提携の締結。[21]。

### 2008年
- 災害時の要援護者対策として、行政内部で要援護者情報の共有化。
- 歩行者の安全確保のため、9路線（延長：815㍍）で横断防止柵、歩道改良などを実施。
- 18歳から39歳の女性を対象とした健康診査の回数を4回から6回に。
- 小・中学校に防犯カメラを設置。
- 市長の在任期間を連続で3期までとするよう努めることを定めた条例を制定。
- 大和市路上喫煙の防止に関する条例を制定（罰則規定は2009年4月1日から施行）。[22]。

## 騒動
- 2009年9月に教育長、2010年9月に教育委員、2012年12月には教育委員長、そして2014年8月には教育長と累計で4人が、いずれも任期を全うせずに辞職した。とくに滝沢正前教育長が部下の女性のパワハラを助長し、さらに調査を妨害するなどして懲戒処分を受け辞職した問題では、辞職当夜に大木は「教育行政の信用を大きく損ねることになり、誠に遺憾」とA4判の書面でコメントしたのみで、報道陣からの会見要請を拒否し続けており、保護者や市議会から大木の説明責任を問う声が相次いだ[23]。後任の教育長は、2014年10月、教育委員会臨時会で任命された柿本隆夫[24]。2015年9月、「平成27年大和市議会第3回定例会」で再任[25]、2018年9月までの任期も全うし、同年9月25日に開催された市議会本会議で同意を得て教育長に再任となった。任期は2021年9月まで[26]。
- 2013年4月1日付で親族を大和市職員として採用していたことが同年15日発覚。職員の採用事務を担当する市人財課は、親族の有無や氏名について「個人情報にかかわること」として明らかにしなかった。これに対し報道機関から会見での説明を求められた大木は、15日にコメントを発表。「厳正な試験で採用された一職員であり、特別にお答えすることはなく、会見の申し出には応じかねます」とした[27]。
- 2021年4月に副市長を辞職した金子勝が、大木市長が職員にパワハラ行為をしていたと証言した。同年6月に市議会に調査特別委員会が設置された。委員会が行った匿名による職員のアンケートでは約6割がパワハラの存在を認めた。その際、議員8人によるパワハラ行為の記載もあった。2022年11月7日、委員会は最終報告書をまとめ「パワハラと思われる傾向により、長期間にわたり職場環境が著しく悪化している」と結論付けた。その上で、市政の混乱や議会に対する不誠実な対応があったとして、大木市長に対する問責決議案を提出することを全会一致で決めた[28]。25日、本会議において委員会の最終報告案と問責決議案の採決が行われ、いずれも全会一致で可決した[29]。大木市長はこの決議に対し「公平性・中立性を欠くものと思わざるを得ない」と発言。反発した議会は12月21日に大木市長に対する辞職勧告決議案を賛成多数で可決した[30]。大木が金子の発言で名誉を傷つけられたとして1100万円の損害賠償などを求めた訴訟の判決で、2023年7月28日、横浜地方裁判所は大木のパワハラ行為を認定し、請求を棄却した。また、不当訴訟で苦痛が生じたとして反訴した金子の主張を認め、大木に264万円の賠償を命じた[31][32]